# Dead End (pel·lícula de 2003)
Dead End és una pel·lícula de terror francesa del 2003 escrita i dirigida per Jean-Baptiste Andrea i Fabrice Canepa, i protagonitzada per Alexandra Holden, Ray Wise, Lin Shaye, Mick Cain, Billy Asher, i Amber Smith. Explica la història d'una família disfuncional que es troba en una carretera interminable enmig d'un bosc durant un viatge rutinària la nit de Nadal, mentre persegueix un misteriós cotxe fúnebre i una dona vestida de blanc.

## Argument
Conduint la nit de Nadal amb la seva família, Frank Harrington decideix agafar una drecera per un lloc remot perquè està "avorrit" de la ruta habitual. Al cotxe amb ell: la seva dona Laura, el seu fill, Richard, la seva filla, Marion, i el seu xicot, Brad.
Després d'una col·lisió amb un altre cotxe, una dona vestida de blanc apareix a la finestra d'en Frank, sostenint un nadó. La Marion suggereix que condueixin la dona a una cabana propera; com que el cotxe està ple, s'ofereix voluntària per seguir-los a peu. Quan arriben a la cabana, en Frank i la Laura van a explorar-la i en Richard desapareix al bosc, deixant en Brad sol amb la dona. Li pregunta com el nen que porta pot respirar amb la cara coberta per mantes. Ella respon que està mort i li ensenya el cadàver. Els seus crits de terror fan que Richard torni al cotxe, però Brad i la dona no es veuen enlloc. Mentre camina cap a la cabina, la Marion veu passar un cotxe fúnebre amb Brad cridant ajuda al darrere. Quan arriba a la cabina, els fa perseguir el cotxe fúnebre.
Troben el cos mutilat de Brad a la carretera. La Laura truca a la policia, però al final de la línia hi ha una dona que demana ajuda, cosa que amaga a la seva família. Mentre continuen conduint, Frank i Laura discuteixen, i ell revela que no li agrada la seva família. Quan s'aturen per investigar un cotxe de nadons a la carretera, Richard és segrestat pel cotxe fúnebre. Mentre els tres corren per salvar en Richard, Frank torna a veure la "dona de blanc". Troben el cos d'en Richard i la Laura comença a mostrar signes de bogeria.
La família passa un cartell que diu "Marcott" i Frank s'adona que aquesta deu ser una carretera militar que no està al mapa. Durant una altra parada, la Laura dispara a Frank a la cama amb una escopeta que havia de ser un regal per a un membre de la família. Poc després, la Laura parla de veure la cara d'una amiga que havia mort 20 anys abans al bosc i salta del cotxe per "visitar"-la. El cotxe fúnebre torna a aparèixer, però en Frank aconsegueix conjurar-lo amb l'escopeta. En canvi, dispara a Laura al cap, matant-la. Frank i Marion la porten a una estació de guardaboscs propera, on Frank escriu una nota per donar-la més tard a la Marion. La dona de blanc ataca en Frank. Després, es queda trastornat i colpeja la Marion fins a quedar inconscient. En tornar a veure la dona vestida de blanc, la persegueix al bosc, on és assassinat per una força invisible.
La Marion es desperta i, com que el cotxe està sense benzina, camina per demanar ajuda. Troba bosses de cadàvers que contenen els seus familiars morts al mig de la carretera. Apareix la dona de blanc, li diu que el cotxe fúnebre no hi és per a ella, després s'enfila al cotxe fúnebre i se'n va.
La Marion es desperta de sobte a l'hospital, ben embenada. El Dr. Marcott li explica el seu coma i li assegura a la Marion que ella i el nadó estaran bé. A la sortida de l'hospital, el metge parla amb un home que afirma ser qui va trobar la família després de l'accident de cotxe. L'home confirma que només la Marion va sobreviure i que l'accident també es va cobrar la vida d'una jove i el seu nadó a l'altre cotxe. Quan el metge intenta marxar, el seu cotxe no arrenca, i l'home que va trobar la família li ofereix pujar al mateix cotxe fúnebre del somni de la Marion.
Dos treballadors que estan escombrant les restes de l'accident troben la nota que Frank havia escrit a la Marion abans de la seva parada final.

## Repartiment
- Alexandra Holden com a Marion Harrington
- Ray Wise com a Frank Harrington
- Lin Shaye com a Laura Harrington
- Mick Cain com a Richard Harrington
- Billy Asher com a Brad Miller
- Amber Smith com la dona de blanc
- Karen S. Gregan com a Dr. Marcott
- Steve Valentine com l'home de negre

## Producció
La pel·lícula es va rodar al Comtat de Los Angeles (Califòrnia) l'any 2002.

## Llançament
Després de la seva estrena al Festival Internacional del Cinema Fantàstic de Gérardmer el gener de 2003, la pel·lícula va rebre una estrena a cinemes al Regne Unit el 12 de desembre de 2003.

## Crítiques
A Rotten Tomatoes, la pel·lícula té una puntuació d'aprovació del 78% basada en 9 ressenyes, amb una puntuació mitjana de 6,4/10.
Peter Bradshaw de The Guardian va elogiar la pel·lícula com a "macabra i sobrenatural de la manera aprovada, no sorprenentment original, però amb alguns girs enginyosos i actuacions humorístiques". Neil Smith de la BBC va donar a la pel·lícula tres de cinc estrelles, escrivint "Dead End: sembla un episodi prolongat de The Twilight Zone, però és prou enginyós i esgarrifós com per oferir algunes sorpreses espantoses en ruta." Derek Elley de Variety va escriure: "Amb la major part del gore fora de la pantalla, i gairebé tota la pel·lícula ambientada dins del cotxe familiar o a la carretera rural, Andrea i Canepa aconsegueixen mantenir l'interès en gran part a través del diàleg, presentat a un nivell satisfactori i tocat amb l'alegria pel petit repartiment."
John Noonan de HorrorNews.net va donar una crítica positiva a la pel·lícula i va escriure: "Una potent barreja de desagradable i divertit, Dead End és la pel·lícula perfecta per muntar a les reunions familiars per treure'ls a tots de casa teva." Arrow in the Head va puntuar la pel·lícula amb una puntuació de 7 sobre 10, elogiant l'atmosfera, les actuacions, l'humor i la tensió de la pel·lícula, alhora que va criticar la banda sonora com "una bossa mixta". Johnny Butane de Dread Central va donar a la pel·lícula una puntuació de 3,5 sobre 5, elogiant les actuacions de la pel·lícula, la trama i la barreja d'emoció i humor, alhora que va assenyalar el fluix final de la pel·lícula.

### Premis
- XVIè Festival Internacional de Cinema de Comèdia de Peníscola: premi a la millor actriu i al millor primer treball.[10]
- FanTasia 2003, premi del jurat.[11]
- Festival Internacional de Cinema Fantàstic de Brussel·les de 2003: Pegàs d'Or de l'audiència.[12]